# Gerhard Leibholz
Gerhard Leibholz (* 15. November 1901 in Berlin; † 19. Februar 1982 in Göttingen) war ein deutscher Rechtswissenschaftler, Hochschullehrer und Richter. Von 1951 bis 1971 war er Richter des Bundesverfassungsgerichts.

## Leben
Leibholz wurde als Sohn wohlhabender jüdischer Eltern geboren, selbst allerdings getauft, christlich erzogen und mit Hans von Dohnanyi konfirmiert. Mit Dohnanyi verbanden ihn persönliche Freundschaft, die Bejahung der Weimarer Republik und die Bekanntschaft mit der Familie Bonhoeffer. Beide begannen das Studium der Rechte und der Philosophie an der Ruprecht-Karls-Universität Heidelberg, wo Leibholz 1921 – im Alter von 19 Jahren – bei Richard Thoma mit einer Arbeit über Johann Gottlieb Fichte zum Dr. phil. promoviert wurde. 1925 folgte bei Heinrich Triepel in Berlin die Promotion zum Dr. iur. Hier deutete er den Gleichheitssatz als Willkürverbot und vertrat die Auffassung, dass der bis dahin als Rechtsanwendungsgebot verstandene Artikel 109 der Weimarer Reichsverfassung nicht nur die Verwaltung, sondern auch den Gesetzgeber binde. Er heiratete am 6. April 1926 Sabine Bonhoeffer, die Zwillingsschwester Dietrich Bonhoeffers.
1928 habilitierte sich Leibholz bei Triepel in Berlin. Dieses Werk, in dem er die Transformation des liberalen Repräsentativstaates in einen Parteienstaat konstatierte, wurde später zur Grundlage seiner sogenannten „Parteienstaatsdoktrin“. Seine Antrittsvorlesung befasste sich mit dem faschistischen Verfassungsrecht Italiens. 1929 wurde Leibholz auf einen Lehrstuhl an der Juristischen Fakultät der Preußischen Universität zu Greifswald berufen. 1931 erhielt er einen Lehrstuhl an der Rechts- und Staatswissenschaftlichen Fakultät der Georg-August-Universität Göttingen, auf den er nur durch eine Intervention des preußischen Wissenschaftsministers Adolf Grimme gelangte, nachdem sich die Fakultät mit antisemitischen Motiven gegen ihn ausgesprochen hatte. Als die Nationalsozialisten 1933 das Gesetz zur Wiederherstellung des Berufsbeamtentums erließen, mit dem sie die Mehrzahl jüdisch-stämmiger Beamter aus dem öffentlichen Dienst entfernten, durfte Leibholz nach einer Ausnahmevorschrift vorerst im Amt bleiben, weil er glaubhaft machen konnte, dass er nach dem Ersten Weltkrieg an der Unterdrückung bolschewistischer Unruhen teilgenommen hatte. 1935 aber wurde er wegen seiner jüdischen Herkunft in den Ruhestand versetzt. Ihm folgte auf den Lehrstuhl im November 1938 Georg Erler nach. Leibholz konnte 1938 noch rechtzeitig vor den Novemberpogromen 1938 mit seiner Frau und den beiden Töchtern nach Großbritannien emigrieren. Dort wurde er 1940 kurzzeitig als Enemy Alien interniert. Obwohl Leibholz einige Vorlesungen an der Universität Oxford hielt, konnte er seine wissenschaftliche Karriere in England letztlich nicht weiterverfolgen. Allerdings wirkte er als Berater des anglikanischen Bischofs George Bell, dessen Kritik an der offiziellen britischen Kriegspolitik er beeinflusste.
Als eine „einflussreiche Persönlichkeit in der Wehrmacht“ unterstützte er 1942 Werner Heisenberg bei der Erlangung der Unabkömmlichstellung für Paul Harteck und Carl Friedrich von Weizsäcker, zwei Schlüsselfiguren des Uranprojekts.
Vier seiner Schwäger, darunter Dietrich Bonhoeffer und Hans von Dohnanyi, wurden von den Nationalsozialisten noch kurz vor Ende der NS-Zeit nach standgerichtlichen Scheinverfahren ermordet. Leibholz’ älterer Bruder Hans hatte sich mit seiner Frau bereits beim Einmarsch der Deutschen in seinem Exil in den Niederlanden das Leben genommen.
Im Jahr 1947 kehrte Leibholz, vorerst als Gastprofessor, an die Universität Göttingen zurück und gehörte dann vom 7. September 1951 bis zum 8. Dezember 1971 dem Zweiten Senat des Bundesverfassungsgerichts in Karlsruhe an. Er hatte dort das Referat für Parlaments-, Parteien- und Wahlrecht inne und beeinflusste insbesondere die parteienfreundliche Rechtsprechung des Gerichts. Von Bedeutung ist auch seine Rolle als Verfasser des sogenannten Status-Berichts im Jahre 1952, in dem das Gericht seine Stellung als Verfassungsorgan selbst definierte und damit seine spezifische Position im Verfassungsgefüge der Bundesrepublik Deutschland begründete. Der Erste Senat des Bundesverfassungsgerichts, dem Leibholz nicht angehörte, folgte bereits in einer seiner ersten Entscheidungen Leibholz’ Interpretation und deutete den Gleichheitssatz des Art. 3 Abs. 1 Grundgesetz (GG) als Willkürverbot.
Von 1961 bis 1978 saß er im Beirat der Friedrich-Naumann-Stiftung für die Freiheit.

## Bedeutung

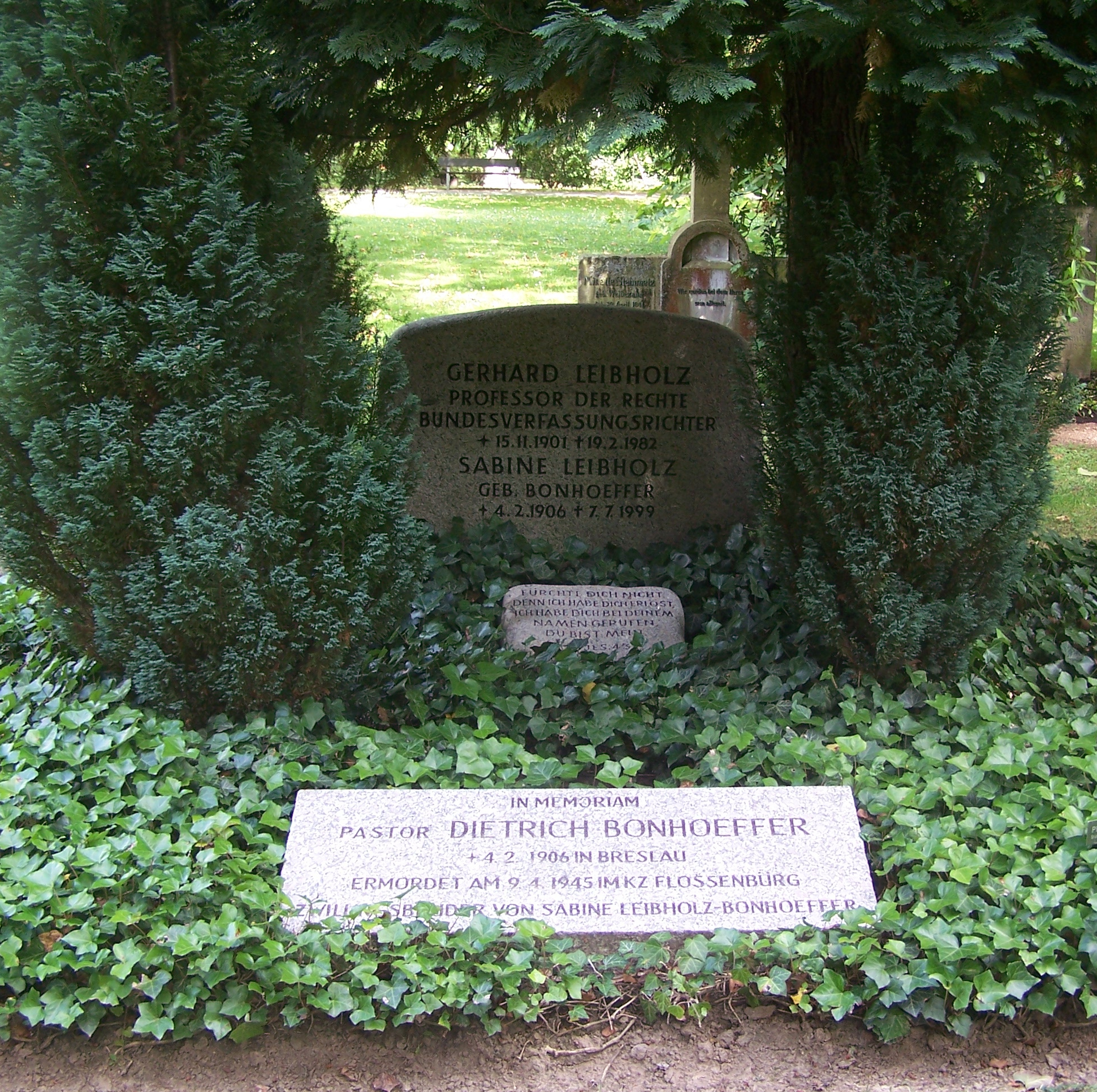
Grabstätte Leibholz auf dem Göttinger Stadtfriedhof

Gerhard Leibholz ist besonders als Vertreter der sogenannten Parteienstaatslehre bekannt geworden, die ihre Ursprünge in der Zeit der Weimarer Republik hat, unter der Geltung des Art. 21 GG aber verstärkt Zuspruch erhielt. Nach dieser Lehre ist das liberal-repräsentative Verfassungssystem (besonders des Grundgesetzes) durch das Aufkommen und die grundgesetzliche Anerkennung der Parteien als Organisationen, mit denen der Wille des Volkes geformt wird, überlagert. Das Bundesverfassungsgericht nahm die Lehre in seinen Entscheidungen gerade in der Anfangszeit auf, dies auch unter dem Einfluss von Leibholz. Sowohl die Zulässigkeit der Parteienfinanzierung wie auch die Aberkennung des Bundestagsmandates von Angehörigen verbotener Parteien (SRP-Urteil des Ersten Senates von 1952) wurde mit dieser Sichtweise begründet. In neuerer Zeit ist eine Abkehr von der Parteienstaatslehre zu beobachten.

## Ehrungen
- Verdienstorden der Bundesrepublik Deutschland, Großes Verdienstkreuz mit Stern und Schulterband (1968)
- Gerhard-Leibholz-Straße in Neureut (Karlsruhe) (2006)[5]

## Veröffentlichungen (Auswahl)
- Die Gleichheit vor dem Gesetz. Eine Studie auf rechtsvergleichender und rechtsphilosophischer Grundlage. Liebmann, Berlin 1925 (Dissertation, Universität Berlin, 1924); 2., durch eine Reihe ergänzender Beiträge erw. Aufl., Beck, München 1959.
- Das Wesen der Repräsentation unter besonderer Berücksichtigung des Repräsentativsystems. Ein Beitrag zur allgemeinen Staats- und Verfassungslehre. De Gruyter, Berlin 1929; 3., erweiterte Auflage unter dem Titel Das Wesen der Repräsentation und der Gestaltwandel der Demokratie im 20. Jahrhundert. De Gruyter, Berlin 1966.
- Die Auflösung der liberalen Demokratie in Deutschland und das autoritäre Staatsbild. Duncker & Humblot, München 1933.
- mit Hans Reif: Verfassungsrechtliche Stellung und innere Ordnung der Parteien. Mohr Siebeck, Tübingen 1951.
- Strukturprobleme der modernen Demokratie (Vorträge und Aufsätze). Müller, Karlsruhe 1958; Neuausgabe der 3., erweiterten Auflage. Athenäum, Frankfurt am Main 1974, ISBN 3-8072-6012-9.
- Politics and Law, Leyden 1965.
- Verfassungsstaat – Verfassungsrecht [Vorträge, gehalten zwischen 1956 und 1968]. Kohlhammer, Stuttgart 1973.
- Σύγχρονος Γερμανική επιστήμη του πολιτειακού δικαίου [= Zeitgenössische deutsche Wissenschaft des Staatsrechts]. In: Αρχείον Φιλοσοφίας και Θεωρίας των Επιστημών. Athen, 3 (1931–1932), S. 345–374 [ohne Namen des Übersetzers].
- Το ολοκληρωτικόν κράτος της σήμερον και αι πολιτικαί ιδέαι του 19ου αιώνος [= Der totale Staat von heute und die politischen Ideen des 19. Jahrhunderts]. In: Αρχείον Φιλοσοφίας και Θεωρίας των Επιστημών. Athen, 8 (1937), S. 239–282 [Εκ του Γερμανικού κατά μετάφρασιν K.] [= P. Kanellopoulos?].

## Briefwechsel
- Eberhard Bethge, Ronald C. D. Jasper (Hrsg.): An der Schwelle zum gespaltenen Europa. Der Briefwechsel zwischen George Bell und Gerhard Leibholz 1939–1951. Kreuz-Verlag, Stuttgart/Berlin 1974, ISBN 3-7831-0448-3.
- Gerhard Ringshausen, Andrew Chandler (Hrsg.): The George Bell-Gerhard Leibholz Correspondence. In the Long Shadow of the Third Reich, 1938-1958. Bloomsbury, London 2021, ISBN 978-1-35027095-4 (= The Selected Letters and Papers of George Bell, Bishop of Chichester).